# Glyphidops seductrix
Glyphidops seductrix är en tvåvingeart som först beskrevs av Willi Hennig 1937.  Glyphidops seductrix ingår i släktet Glyphidops och familjen Neriidae. Inga underarter finns listade i Catalogue of Life.